# Plataforma de gelo Larsen

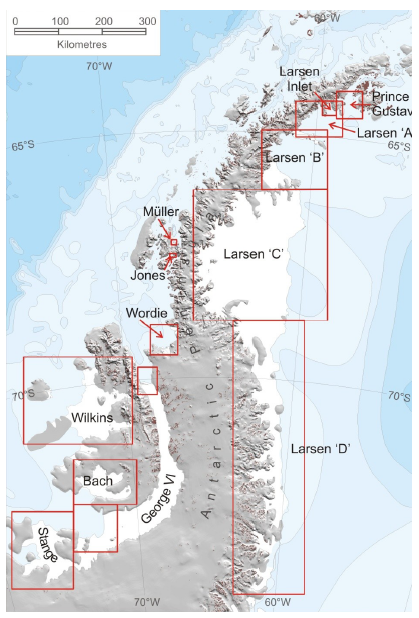
Larsen A, B, C e D, na península Antártica

A plataforma de gelo Larsen é uma longa plataforma de gelo, situada na parte noroeste do mar de Weddell, que se estende ao longo da costa leste da península Antártica, desde o cabo Longing até à região a sul da ilha de Hearst. Foi assim chamada em homenagem ao capitão norueguês Carl Anton Larsen, que navegou ao longo da bordadura da plataforma até à latitude 68°10'S, em dezembro de 1893.
A plataforma de gelo Larsen é na realidade constituída por três plataformas  que ocupam - ou ocuparam - diferentes reentrâncias ao longo da costa. De norte para sul, esses três segmentos são designados, pelos cientistas que trabalham na região, por Larsen A (a menor), Larsen B e Larsen C (a maior). A plataforma Larsen A desintegrou-se em janeiro de 1995. A plataforma Larsen B desintegrou-se em fevereiro de 2002. A plataforma Larsen C parece estável, porém uma rachadura  tem crescido rapidamente, ameaçando essa estabilidade. Mais ao Sul, são nomeadas também Larsen D e plataformas muito menores Larsen E, F e G.
As desintegrações de duas das três plataformas Larsen foram acontecimentos fora do comum. Normalmente, as plataformas de gelo perdem massa em decorrência da formação de icebergues e por derretimento nas suas superfícies superior e inferior. Os eventos de desintegração foram relacionados ao aquecimento atmosférico em curso na península Antártica, à razão de aproximadamente 0.5 °C por década, desde finais da década de 1940. O fenômeno é ligado ao aquecimento global.
Em 10 de julho de 2017 ocorreu uma das maiores desintegrações da plataforma Larsen C. O parto ocorreu entre o dia 10  e o dia 12 de julho de 2017, quando uma seção de 5.800 km² se separou após longo tempo de monitoramento. O iceberg, que provavelmente será chamado de A68, pesa mais de um trilhão de toneladas e tem o dobro do volume lago Erie, um dos Grandes Lagos situados entre EUA e Canadá.

## Larsen A
A plataforma de gelo Larsen A se desintegrou em janeiro de 1995.

## Larsen B

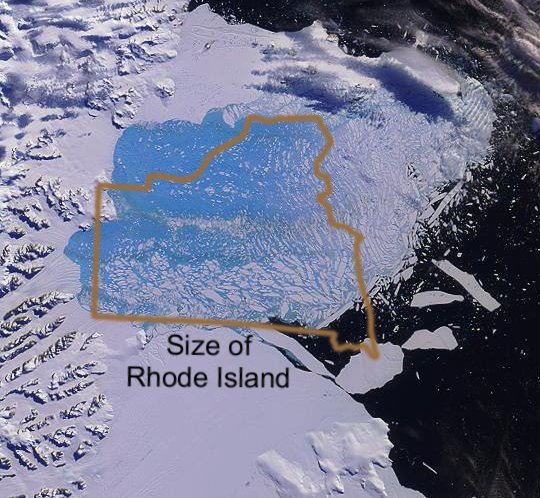
Imagem da plataforma de gelo Larsen B durante o colapso e comparação da sua dimensão com a do estado de Rhode Island nos Estados Unidos.

Entre 31 de janeiro e 7 de março de 2002, a plataforma de gelo Larsen B entrou em colapso e fragmentou-se. Aproximadamente 3 250 km² de gelo com 220 metros de espessura separaram-se da plataforma de gelo Larsen. Estima-se que a plataforma se encontrava estável há 12000 anos, de acordo com as investigações de cientistas da Queen's University. Em contraste, a plataforma de gelo Larsen A "teria desaparecido durante grande parte daquele período e ter-se-ia reconstituído há 4 000 anos, segundo o estudo".
Este colapso revelou um ecossistema rico 800 metros abaixo da superfície do mar.

## Larsen C
O processo de separação começou em meados de 2016. Em 12 de julho de 2017, o Project MIDAS anunciou que uma grande parcela de 5800 km² de Larsen C havia quebrado do continente em algum ponto entre 10 e 12 de julho. O iceberg, designado A-68, pesa mais de trilhão de toneladas e tem mais de 200 m de espessura.
A partida do A68 da Antártida não afetou imediatamente o nível global do mar. No entanto, uma série de geleiras descarregam na plataforma de terra atrás dela, e agora elas podem fluir mais rápido devido ao atual menor suporte da plataforma de gelo. Se todo o gelo que a plataforma Larsen C atualmente segura entrar no mar, estima-se que as águas globais aumentem em 10 cm.

## Larsen D

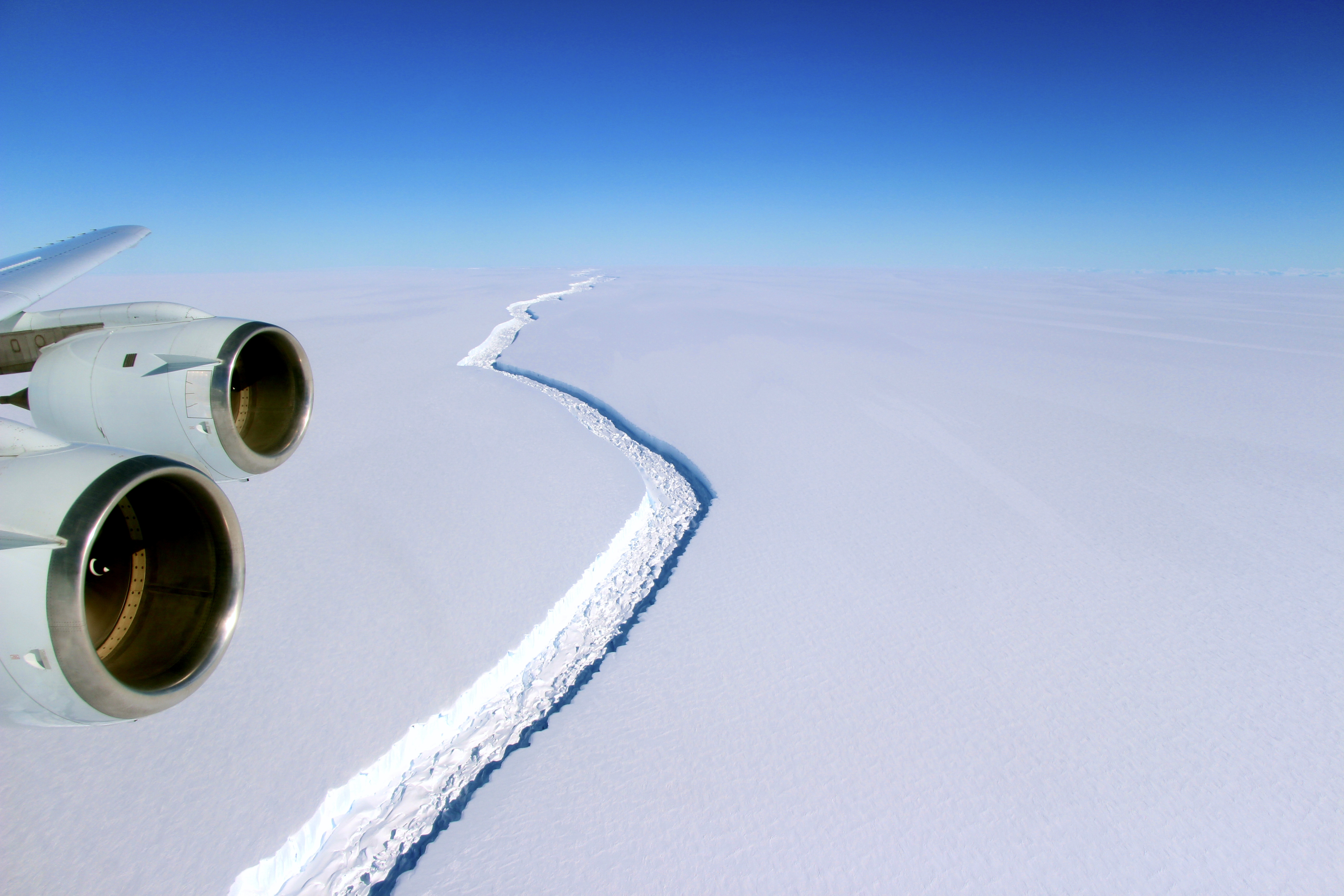
Rifte da Larsen C em 2016

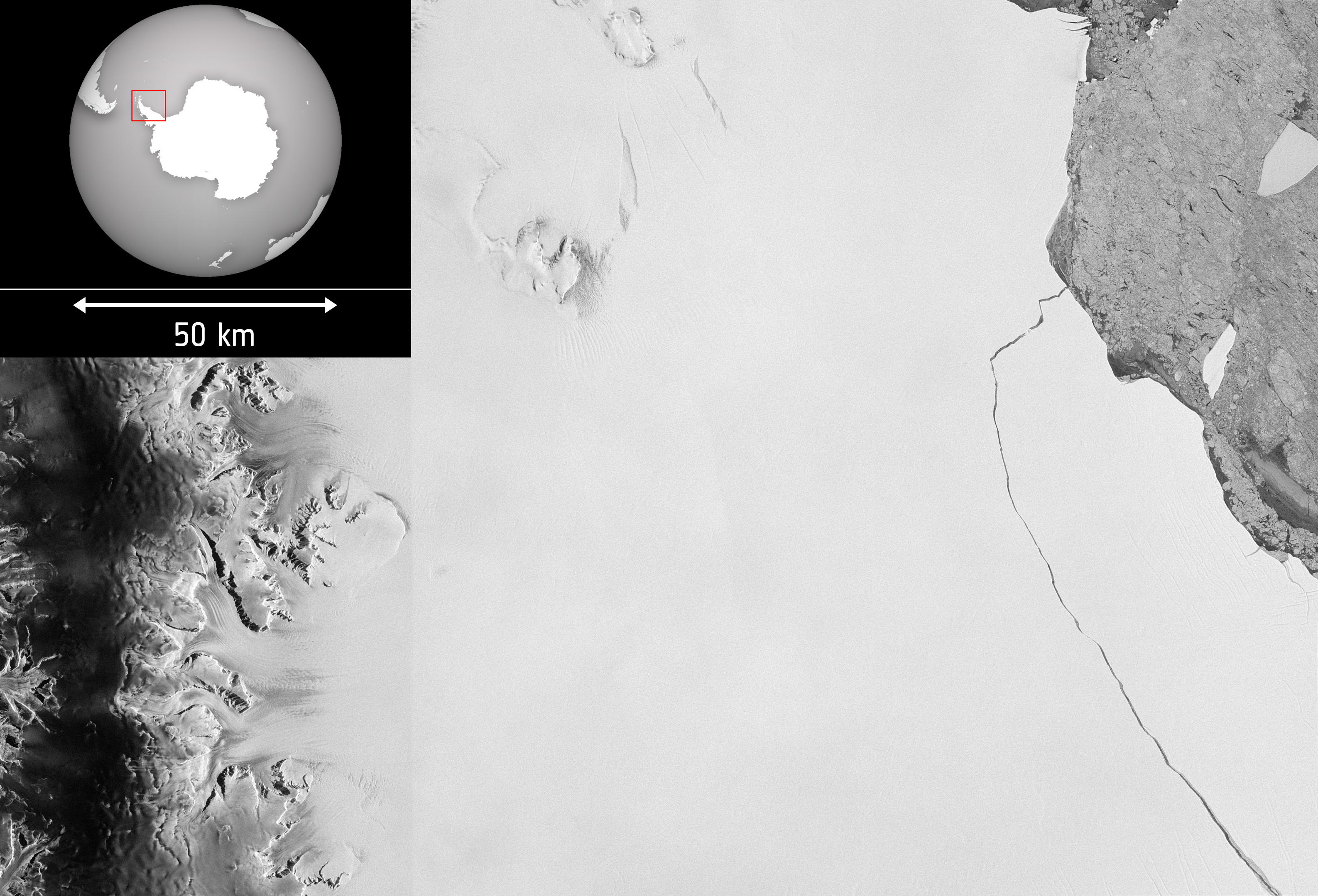
Imagem do radar da União Europeia Sentinel-1B tirada em 12 de julho de 2017, mostrando o rompimento completo

A plataforma de gelo Larsen D está entre a península de Smith no sul e Gipps Ice Rise. Considera-se que geralmente ela é estável. Ao longo dos últimos cinquenta anos, avançou (expandiu), enquanto as plataformas de gelo comparáveis George VI, Bach, Stange e Larsen C recuaram (para uma extensão líquida muito maior). O levantamento mais recente de Larsen D mediu em 22.600 km2. Há gelo rápido ao longo de toda a frente. Isso dificulta a interpretação da frente do gelo porque o gelo marinho semi-permanente varia em espessura e pode ser quase indistinguível da plataforma de gelo.

## Galeria

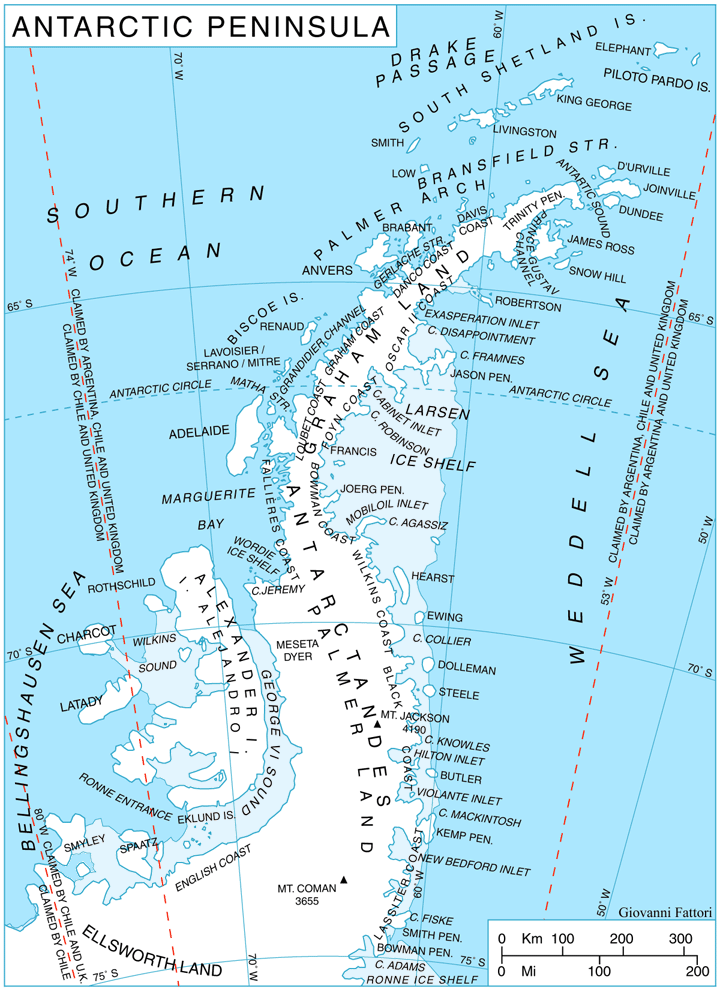
Mapa da Península Antártica, com a plataforma de gelo Larsen à direita daquela.
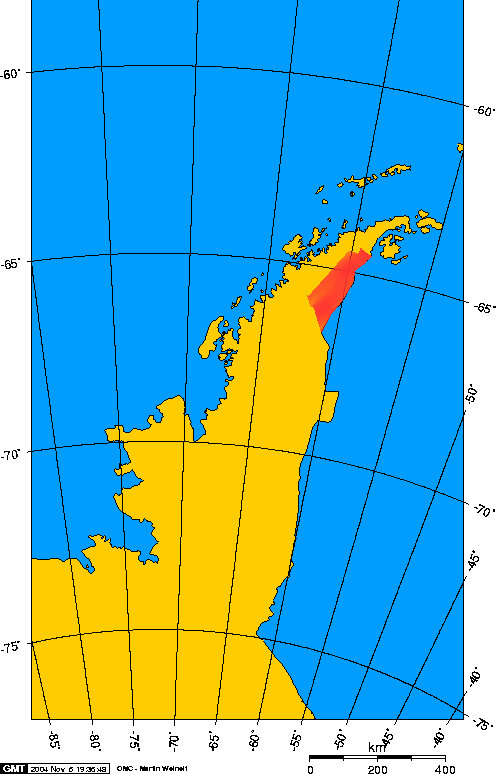
Larsen A e Larsen B marcadas em vermelho.
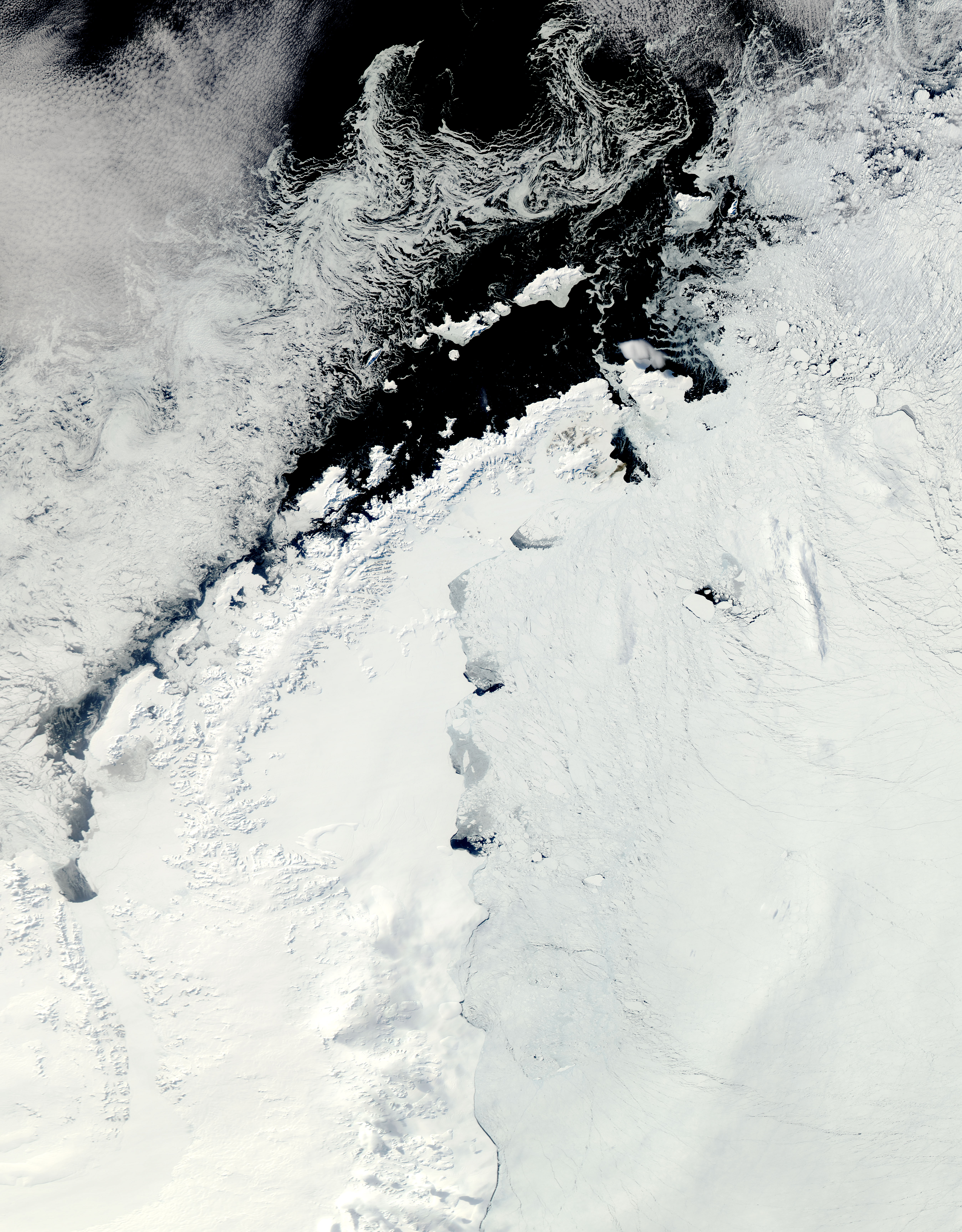
Península Antártica, Plataforma de gelo Larsen, e banquisa cobrindo águas ao redor da região.
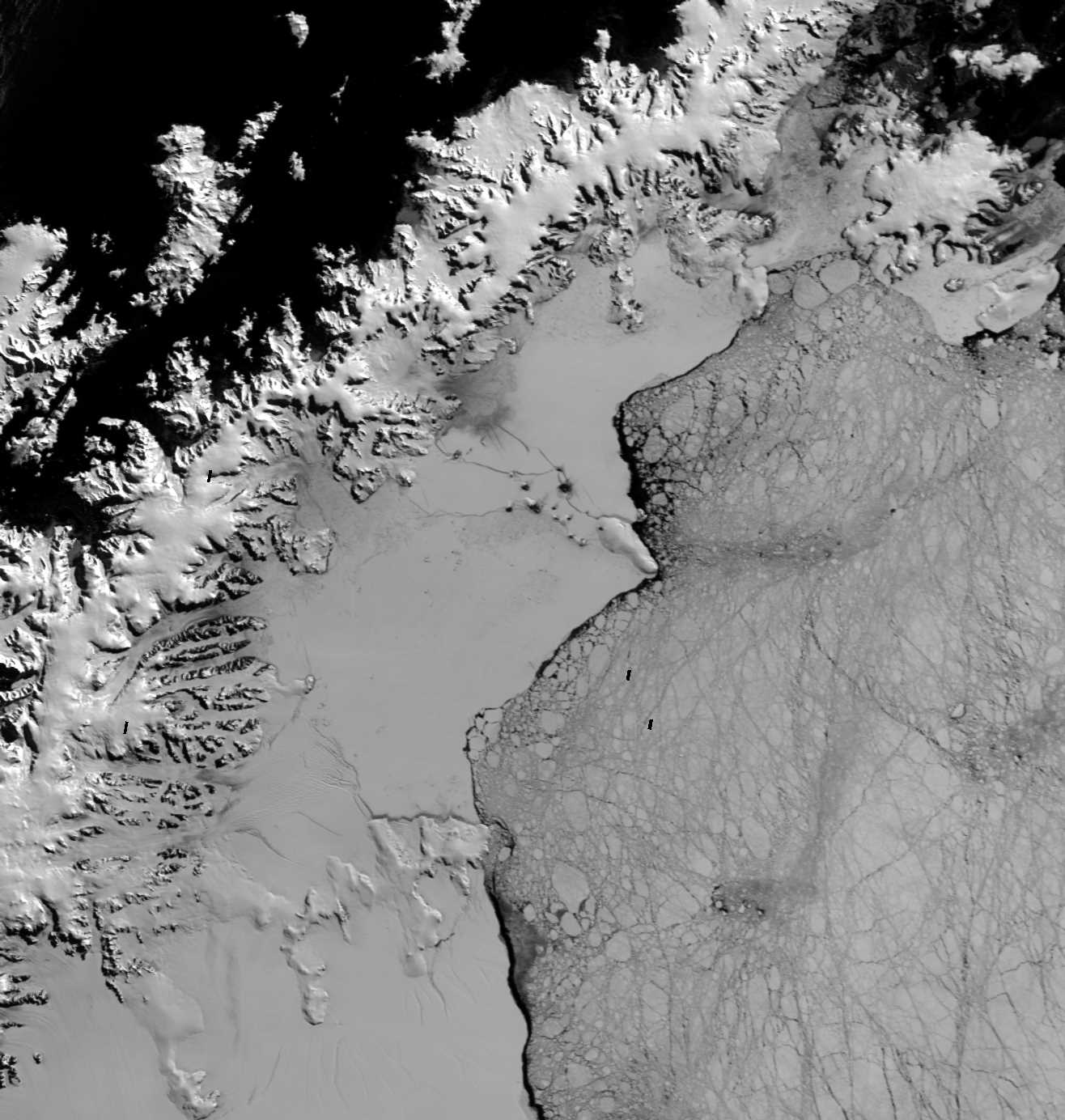
Área Larsen B em março de 2013.
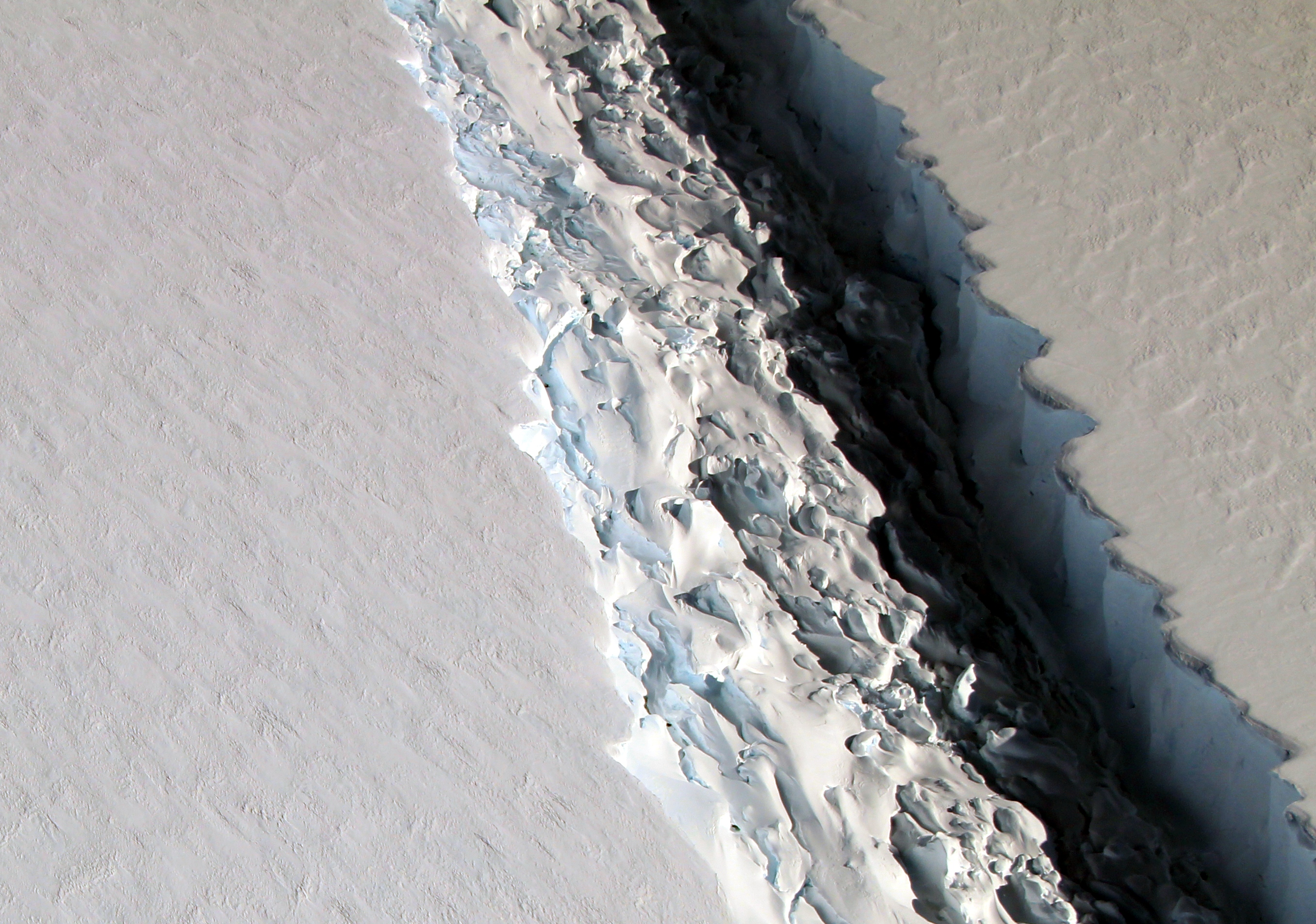
Detalhe do rifte da Larsen C em 2016